# Friedrich von Ledebur

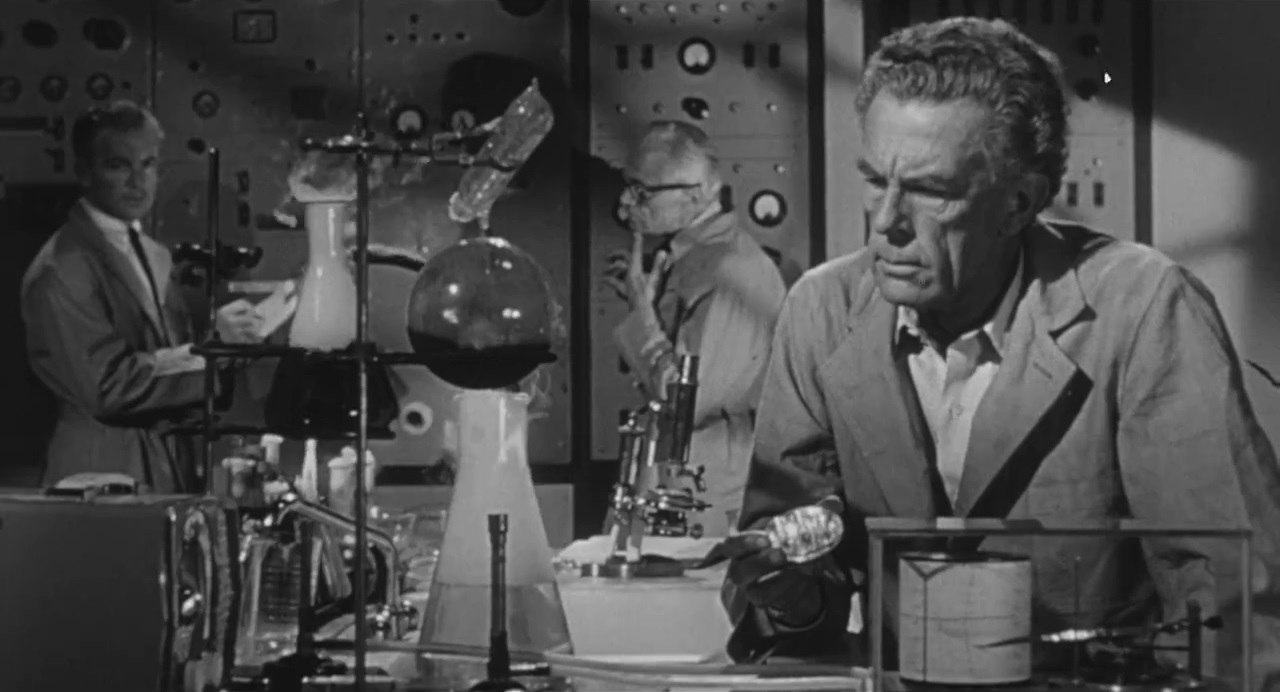
Friedrich von Ledebur

Friedrich von Ledebur celým jménem Friedrich Anton Maria Hubertus Bonifacius hrabě von Ledebur-Wicheln (3. června 1900 Nisko – 25. prosince 1986 Linec) byl český šlechtic z rodu Ledebour-Wicheln a rakouský herec.

## Život
Dětství prožil na zámku v Křemíži a v pražském Ledeburském paláci. V roce 1916 nastoupil k rakouskému jezdectvu v jehož řadách bojoval na frontách první světové války. Po skončení války studoval ve Vídni vysokou školu se zaměřením na zemědělství, kterou ukončil s titulem Ing. Ve třicátých letech se Ledebur stal blízkým přítelem výstředního milionáře Charlese Bedauxe (1886-1944), s nímž cestoval po Africe a Kanadě. V roce 1934 se oženil s anglickou herečkou Iris Tree (1897-1968) a v roce 1939 se usadil ve Spojených státech. Hodně cestoval a přitom si vyzkoušel různá povolání, od těžby zlata na Aljašce po mořské potápění v jižním Pacifiku. Jako zkušený jezdec se úspěšně účastňoval rodea. Při svých cestách se seznámil s režisérem Johnem Hustonem. Během druhé světové války sloužil v hlídce Pobřežní stráže Spojených států amerických.

### Herecká kariéra
První role získal v roce 1945 a do titulků až v roce 1949. Více se začal objevovat ve filmech koncem 50. let, dále působil jako trenér koní pro westerny. Od poloviny 50. let začal spolupracovat s režisérem Johnem Hustonem např. ve filmu Bílá velryba (Moby Dick, 1954). Po svatbě s druhou manželkou se objevoval více v Evropě, ale i nadále spolupracoval s hollywoodskými filmaři, kteří pracovali na svých filmech v Evropě. V 70. letech začal spolupracovat s televizí v Německu a Francii.
Friedrich von Ledebur zemřel v roce 1986 ve věku 86 let.

### Filmografie
- 1945 Královský skandál
- 1949 The Great Sinner (uveden v titulcích) - režisér Robert Siodmak
- 1954 Bílá velryba - režisér John Hudson
- 1958 Pirát
- 1958 Bratři Karamazovi
- 1961 Barabáš